# Agudus cyrtobrachium
Agudus cyrtobrachium är en insektsart som beskrevs av Cheng 1980. Agudus cyrtobrachium ingår i släktet Agudus och familjen dvärgstritar. Inga underarter finns listade i Catalogue of Life.